# Friedrich-Wilhelm-Platz (Metro de Berlín)

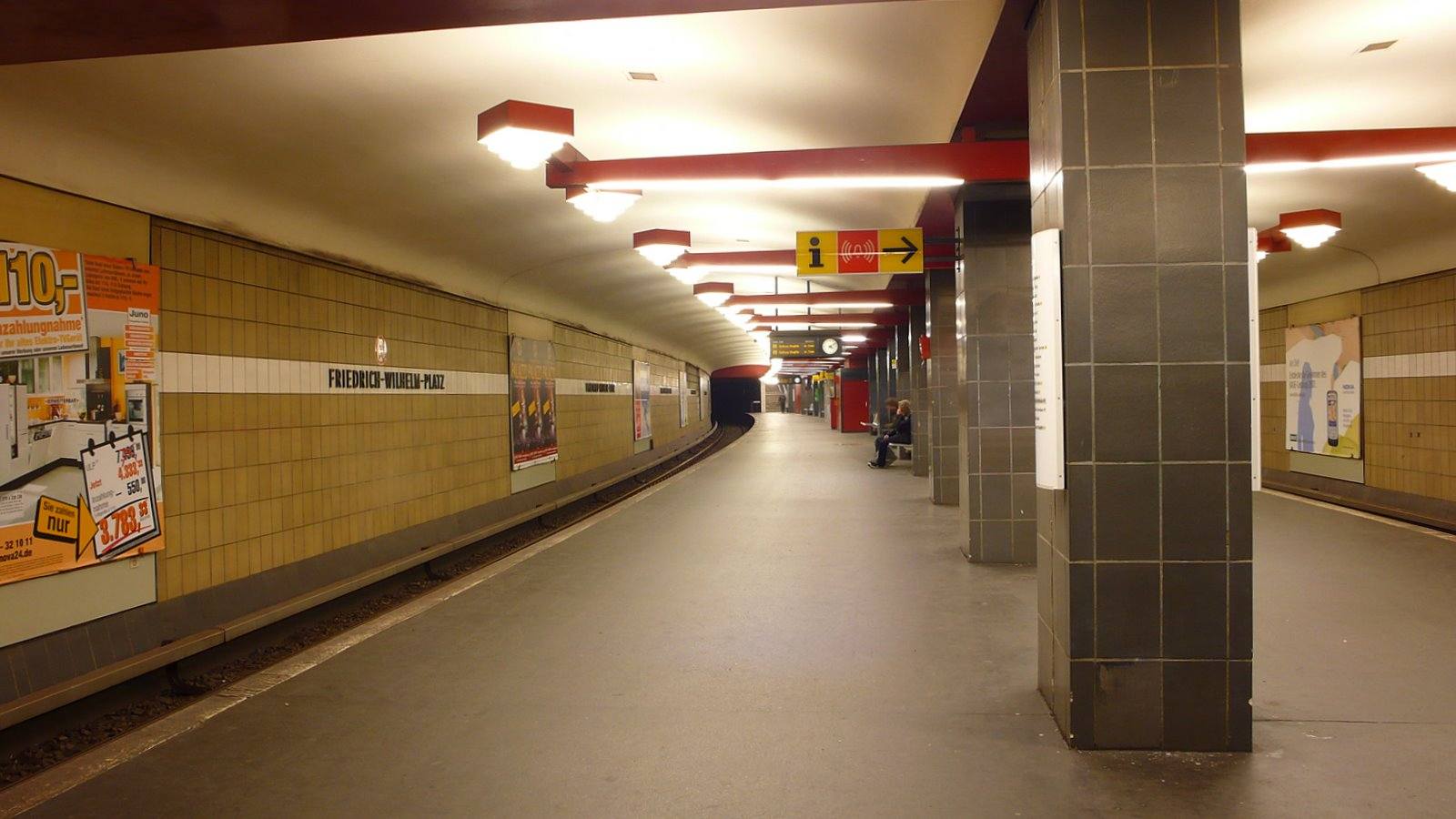
Andén de la estación de tren antes de que comience la renovación

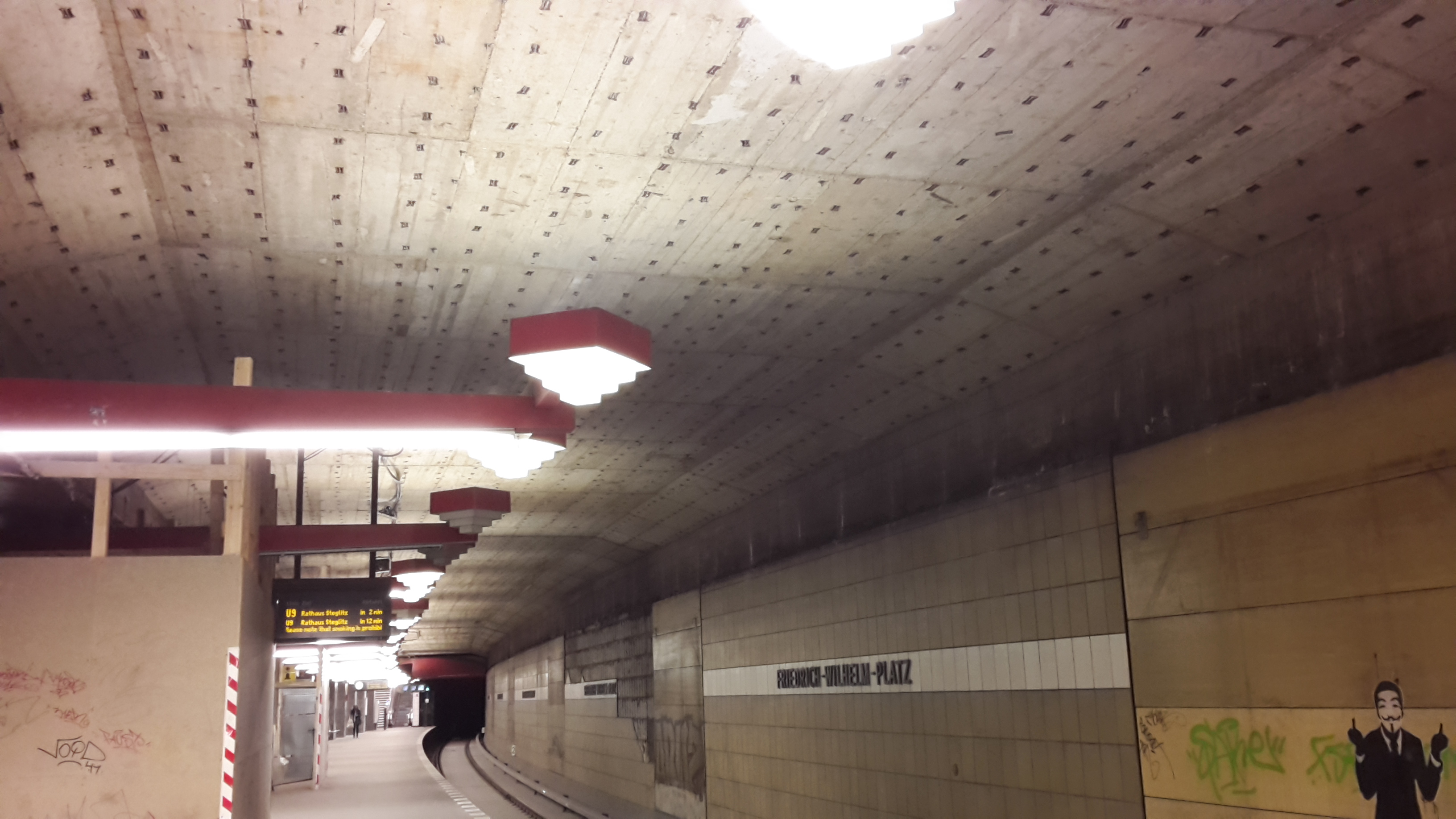
La plataforma durante la renovación, abril de 2017

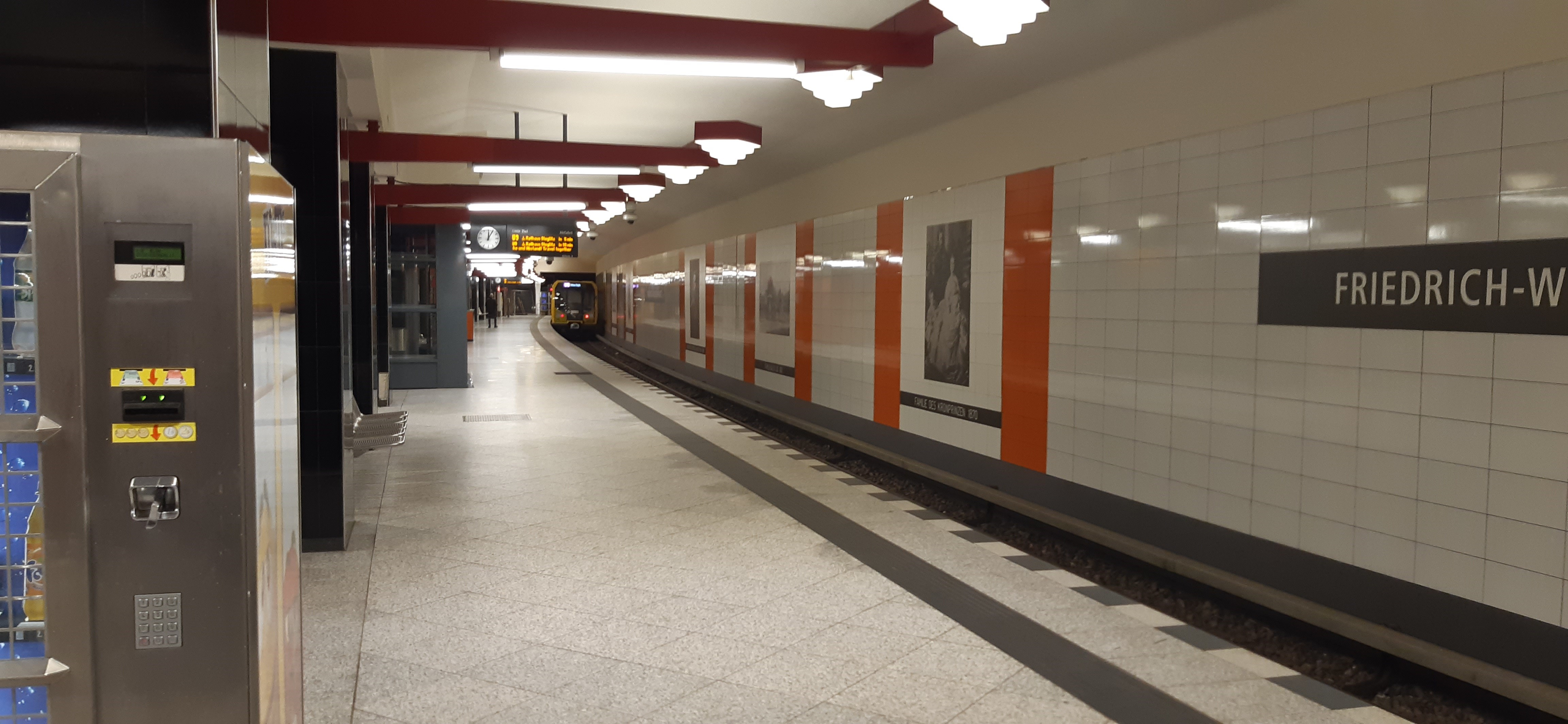
Andén después de la renovación; mayo de 2021

La estación de metro Friedrich-Wilhelm-Platz es una estación de la línea de metro de U9 Berlín en el distrito Friedenau del distrito Tempelhof-Schöneberg. La BVG opera la estación bajo la abreviatura interna Fw; la estación de tren es 640 metros de la estación de S- y U-Bahn Bundesplatz y 677 metros de la estación de metro Walther-Schreiber-Platz .

## Conexión
En la estación de metro puede cambiar a las líneas de autobús 186 y 246 del Berliner Verkehrsbetriebe.